# N (Sänger)

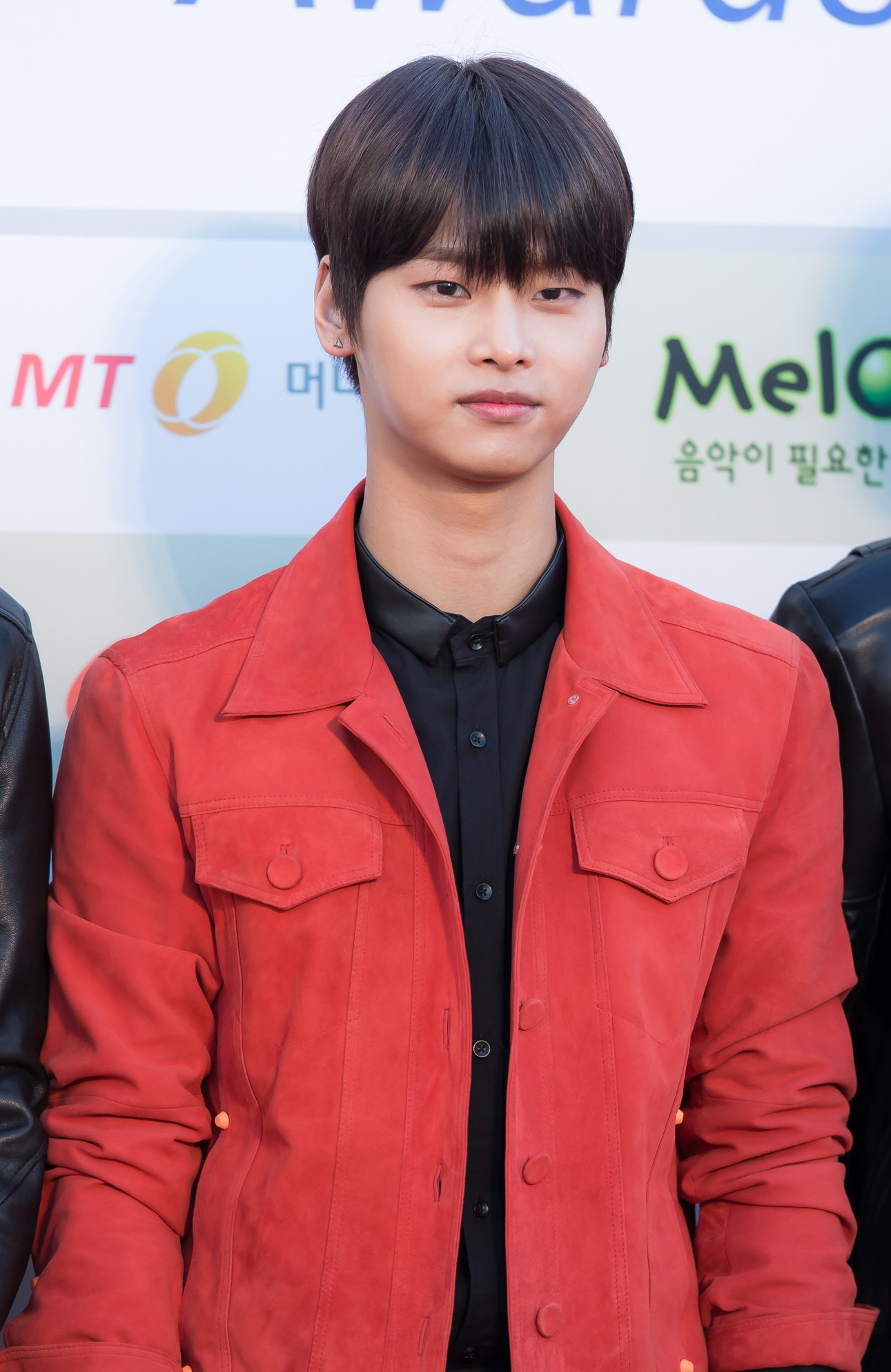
N bei den Gaon Chart K-pop Awards (2016)

Cha Hak-yeon (koreanisch 차학연, * 30. Juni 1990 in Changwon, Südkorea), besser bekannt als N (kor. 엔), ist ein südkoreanischer Sänger, Schauspieler und Moderator, der bei Jellyfish Entertainment unter Vertrag steht. Sein Debüt hatte er im Mai 2012 als Leader der südkoreanischen Boygroup VIXX. 2014 startete er seine Schauspielkarriere in dem MBC-TV-Drama Hotel King als Noah. Seitdem hatte er Rollen in The Family is Coming (2015), Cheer Up! (2015), Tomorrow Boy (2016), What’s Up With These Kids? (2016) und Tunnel (2017). Seine Karriere als Radiomoderator startete er im Mai 2015 mit seiner eigenen Show VIXX N K-Pop auf SBS Power FM.

## Leben
Cha wurde in Changwon, Südkorea geboren; er hat einen älteren Bruder und zwei ältere Schwestern. Er studierte an der Howon University und lebte ein Jahr in Japan. Vor seinem Debüt mit VIXX spielte er in einem Musical namens Gwanghwamun Love Song mit und nahm an Tanzwettbewerben teil. Er konnte bereits viele Tanzerfahrungen sammeln und kann sowohl Hip-Hop und Ballett als auch Jazz und Zeitgenössische Tänze tanzen. 2009 nahm er an zahlreichen Wettbewerben von großen Unterhaltungsunternehmen wie SM Entertainment, YG Entertainment und JYP Entertainment teil. Mit seinem Tanz mit verbundenen Augen, den er selbst choreografiert hatte, gewann er den Hauptpreis beim Korean Youth Dance Festival.

## Karriere

### 2012–2013: Debüt mit VIXX und Auftritte in TV-Shows
N war einer von zehn Auszubildenden, die in die Mnet-Realityshow MyDOL gewählt wurden, und wurde letztendlich Teil der finalen Endaufstellung der neuen Boygroup VIXX. Die Gruppe hatte mit Super Hero am 24. Mai 2012 auf M! Countdown ihr Debüt. Während MyDOL war er in Brian Joos Musikvideo zu Let this Die und Seo In-guks Musikvideo zu Shake It Up zu sehen.
2012 wurde er nach dem Debüt mit VIXX Teil der Besetzung der zweiten Staffel der TVN-Realityshow The Romantic & Idol.
2013 choreografierte er den Titelsong des VIXX-Mini-Albums Hyde. Kurz darauf war er, zusammen mit VIXX, in Episode 4 des SBS-TV-Dramas The Heirs – Highschool der Superreichen zu sehen. Im selben Jahr war er auch für die VIXX-Choreografie zu ihrem Song Light Up the Darkness und die Choreografie ihrer Performance zu dem Justin-Timberlake-Song LoveStoned auf der TV-Show Dancing 9 zuständig.

### 2014–2015: Big Byung, Schauspieldebüt, Moderation und Radio-Show
2014 war N in vielen TV-Shows wie der Mnet-TV-Show 4 Things Show, der TVN-TV-Show First Day of Work Season 3 und der MBC-Every-1-Show Hitmaker zu sehen. In Hitmaker wurde er Teil der von Jeong Hyeong-don und Defconn gegründeten Projektgruppe Big Byung. Mitglieder der Gruppe waren außerdem Hyuk, Jackson aus der Boygroup Got7 und Sungjae aus der Boygroup BtoB. Unter dem Künstlernamen Dol Baeki veröffentlichte er mit der Gruppe die beiden Singles Stress Come On und Ojingeo Doenjang (Hangul: 오징어 된장).
Sein Schauspieldebüt machte er in dem MBC-TV-Drama Hotel King in der Nebenrolle des Hotelangestellten Noah. Kurz darauf war er zusammen mit Hongbin als Background-Tänzer in K.Will, Mamamoo und Wheesungs Musikvideo zu Peppermint Chocolate zu sehen.
2015 war er Teil der Besetzung seines zweiten TV-Dramas The Familiy Is Coming mit der Rolle des Cha Hak-yeon und er war in dem TV-Drama Running Man zusammen mit anderen K-Pop-Stars zu sehen. Kurz darauf trat er der Besetzung der MBC-Every-1-TV-Show Bachelor’s Party bei. Vom 25. April 2015 bis zum 14. November 2015 war er zusammen mit Minho aus der Boygroup SHINee und Yeri aus der Girlgroup Red Velvet als Moderator der MBC-TV-Show Show! Music Core zu sehen. Am 2. Mai 2015 feierte Ns eigene Radioshow VIXX N K-pop, mit ihm als Moderator und Ken als festem Gast, Premiere. Außerdem war er fester Gast in der Radioshow Super Junior Kiss the Radio.
Am 7. Juli 2015 war N zusammen mit anderen Stars in der JTBC-TV-Show Off to School zu sehen. Dort besuchte er für drei Tage die Hyundai Chungun High School in Ulsan, Südkorea. Ende Juli drehte er für die SBS-TV-Show Law of the Jungle in Nicaragua, die im September ausgestrahlt wurde. Im August 2015 war er zusammen mit Mina aus der Girlgroup AOA und Ha-young aus der Girlgroup Apink als Moderator der TV-Show Weekly Idol zu sehen. Vom 2. September 2015 bis zum 24. März 2016 moderierte er die Show zusammen mit ihren Haupt-Moderatoren Jeong Hyeong-don und Defconn. Im September 2015 war er als Ha Dong-jae in dem KBS-Drama Cheer Up! zu sehen.

### 2016–heute: Web-Dramas, OST und Musicaldebüt
Im März 2016 war N in der Hauptrolle des Ahn Tae-pyung in dem Web-Drama Tomorrow Boy zu sehen. Am 7. September 2016 veröffentlichte er zusammen mit Yeoeun aus der Girlgroup Melody Day den Song Without You (kor. 니가 없는 난) für den OST des TV-Dramas W. Im selben Monat spielte er zusammen mit Hongbin und Chanmi aus der Girlgroup AOA in dem Web-Drama What’s Up With These Kids? mit. Die Ausstrahlung begann am 16. November auf Naver TV Cast. Vom 20. Dezember 2016 bis zum 12. Februar 2017 spielte er in dem Musical In The Heights die Hauptrolle des Benny im CJ Towol Theater im Seoul Arts Center.

## Diskografie

### Singles
| Jahr | Titel Album       | Höchstplatzierung, Gesamtwochen, AuszeichnungChartsChartplatzierungen (Jahr, Titel, Album, Platzierungen, Wochen, Auszeichnungen, Anmerkungen) | Anmerkungen                |
| Jahr | Titel Album       | KR | Anmerkungen                |
| ---- | ----------------- | --- | -------------------------- |
| 2018 | Cactus (선인장) – | — | Erstveröffentlichung: 2018 |

### Zusammenarbeiten
| Jahr | Titel Album                      | Höchstplatzierung, Gesamtwochen, AuszeichnungChartsChartplatzierungen (Jahr, Titel, Album, Platzierungen, Wochen, Auszeichnungen, Anmerkungen) | Anmerkungen                                                            |
| Jahr | Titel Album                      | KR | Anmerkungen                                                            |
| ---- | -------------------------------- | --- | ---------------------------------------------------------------------- |
| 2014 | Stress Come On –                 | — | Erstveröffentlichung: 2014 mit Hyuk, Jackson und Sungjae als Big Byung |
| 2015 | Ojingeo Doenjang (오징어 된장) – | — | Erstveröffentlichung: 2015 mit Hyuk, Jackson und Sungjae als Big Byung |

### Beiträge für Soundtracks
| Jahr | Titel Album                                   | Höchstplatzierung, Gesamtwochen, AuszeichnungChartsChartplatzierungen (Jahr, Titel, Album, Platzierungen, Wochen, Auszeichnungen, Anmerkungen) | Anmerkungen                                                              |
| Jahr | Titel Album                                   | KR | Anmerkungen                                                              |
| ---- | --------------------------------------------- | --- | ------------------------------------------------------------------------ |
| 2016 | Without You (니가 없는 난) W OST Part.9       | KR98 (1 Wo.)KR | Erstveröffentlichung: 2015 mit Yeoeun (Melody Day) Verkäufe KR: + 26.260 |
| 2018 | Edge (가장자리) Children of Nobody OST Part 4 | — | Erstveröffentlichung: 2018                                               |

## Filmografie

### TV-Dramas
| Jahr | Titel                                   | Rolle         | Sender           | Anmerkung                           |
| ---- | --------------------------------------- | ------------- | ---------------- | ----------------------------------- |
| 2013 | The Heirs – Highschool der Superreichen | N             | SBS              | Cameo-Auftritt mit VIXX (Episode 4) |
| 2014 | Hotel King                              | Noah          | MBC              | Nebenrolle                          |
| 2015 | The Family is Coming                    | Cha Hak-yeon  | SBS              | Nebenrolle                          |
| 2015 | Cheer Up!                               | Ha Dong-jae   | KBS              | Zweite männliche Hauptrolle         |
| 2016 | Tomorrow Boy                            | Ahn Tae-pyung | Naver TV Cast    | Webdrama, Hauptrolle                |
| 2016 | What’s Up With These Kids?              | Choi Geum-son | Naver TV Cast    | Webdrama, Hauptbesetzung            |
| 2017 | Tunnel                                  | Park Gwang-ho | OCN              | Ausstrahlung im März                |
| 2021 | Mine                                    | Han Soo-hyuk  | tvN              | Nebenrolle                          |
| 2022 | Tomorrow                                | Kim Hoon      | MBC-TV / Netflix | Folge 9                             |

### TV-Shows
| Jahr    | Titel                          | Sender      | Anmerkung                                                  |
| ------- | ------------------------------ | ----------- | ---------------------------------------------------------- |
| 2012    | The Romantic & Idol Season 2   | TVN         | Teil der Besetzung                                         |
| 2014    | 4 Things Show                  | Mnet        | Star                                                       |
| 2014    | Hitmaker                       | MBC Every 1 | Teil der Besetzung                                         |
| 2014    | First Day Of Work Season 3     | TVN         | Teil der Besetzung                                         |
| 2015    | Hitmaker Season 2              | MBC Every 1 | Teil der Besetzung                                         |
| 2015    | Running Man                    | SBS         | Gast (Episode 233)                                         |
| 2015    | Show! Music Core               | MBC         | Co-Moderator mit Yeri (Red Velvet) und Minho (Shinee)      |
| 2015    | Bachelor’s Party               | MBC Every 1 | Teil der Besetzung                                         |
| 2015    | 100 People, 100 Songs          | JTBC        | Kandidat                                                   |
| 2015    | Off to School                  | JTBC        | Teil der Besetzung (Episodes 53–56)                        |
| 2015    | Law of the Jungle in Nicaragua | SBS         | Teil der Besetzung                                         |
| 2015–16 | Weekly Idol                    | MBC Every 1 | Gastmoderator mit Mina (AOA) and Ha-young (Apink)          |
| 2016    | Celebrity Bromance             | MBig TV     | Teil der Besetzung, Staffel 7 with Lee Won-keun, Web Drama |

### Musikvideos
| Jahr | Musikvideo             | Künstler                                                  |
| ---- | ---------------------- | --------------------------------------------------------- |
| 2011 | "Shake It Up"          | Seo In-guk                                                |
| 2012 | "Let This Die"         | Brian Joo                                                 |
| 2012 | "Let This Die"         | Brian Joo                                                 |
| 2014 | "Peppermint Chocolate" | K.Will, Mamamoo, Wheesung                                 |
| 2014 | "Stress Come On"       | Big Byung: N, Hyuk (VIXX), Jackson (GOT7), Sungjae (BTOB) |
| 2015 | "Ojingeo Doenjang"     | Big Byung: N, Hyuk (VIXX), Jackson (GOT7), Sungjae (BTOB) |

## Radio
| Jahr | Sender       | Titel        | Anmerkung                                          |
| ---- | ------------ | ------------ | -------------------------------------------------- |
| 2015 | SBS Power FM | VIXX N K-pop | Moderator vom 2. Mai 2015 bis zum 2. November 2015 |

## Musicals
| Jahr    | Titel          | Rolle | Anmerkungen |
| ------- | -------------- | ----- | ----------- |
| 2016–17 | In The Heights | Benny | Hauptrolle  |